# Hologerrhum dermali
Hologerrhum dermali är en ormart som beskrevs av Brown, Leviton, Ferner och& Sison 2001. Hologerrhum dermali ingår i släktet Hologerrhum och familjen snokar. IUCN kategoriserar arten globalt som starkt hotad. Inga underarter finns listade i Catalogue of Life.
Arten förekommer på ön Panay som tillhör Filippinerna. Den vistas i kulliga områden och i bergstrakter upp till 1600 meter över havet. Hologerrhum dermali lever i mer fuktiga skogar. I regionen finns flera djupa dalgångar.